# Ruine Schauenberg
Die Ruine Schauenberg ist die Ruine einer Höhenburg bei 892 m ü. M. auf dem gleichnamigen Hügel Schauenberg oberhalb von Elgg respektive Turbenthal im Kanton Zürich.

## Geschichte
1976 bis 1979 führte die Kantonsarchäologie Zürich auf dem Schauenberg Grabungen durch. Die Untersuchungen wurden mit der Konservierung der Ruinen der mittelalterlichen Burg und der frühneuzeitlichen Hochwacht abgeschlossen. Aufgrund der archäologischen Untersuchungen ist es möglich, auf eine mehrphasige Besiedlung des Schauenbergs zu schliessen.

### Die ersten Spuren
Während der Bronze- oder Eisenzeit (2200–15 v. Chr.) zog sich ein Wall-Graben-System mit Palisaden um die Bergkuppe. Eine Belegung in römischer Zeit (15 v. Chr.-400 n. Chr.) ist möglich, da im Bereich der mittelalterlichen Burg ein römischer Schlüssel gefunden wurde.

### Die erste mittelalterliche Holzburg
Ungefähr um 1200 wurde auf der Westseite des Schauenberges über einem in Fels eingetieften Keller ein in Holz konstruiertes Bauwerk gebaut. Auf der anderen Seite der damals noch nicht unterteilten Bergkuppe fand man Spuren von einfachen Holzbauten. Die erste mittelalterliche Burg, ein einfacher adliger Wohnsitz, war durch Wall und Graben geschützt.

### Wohnturm

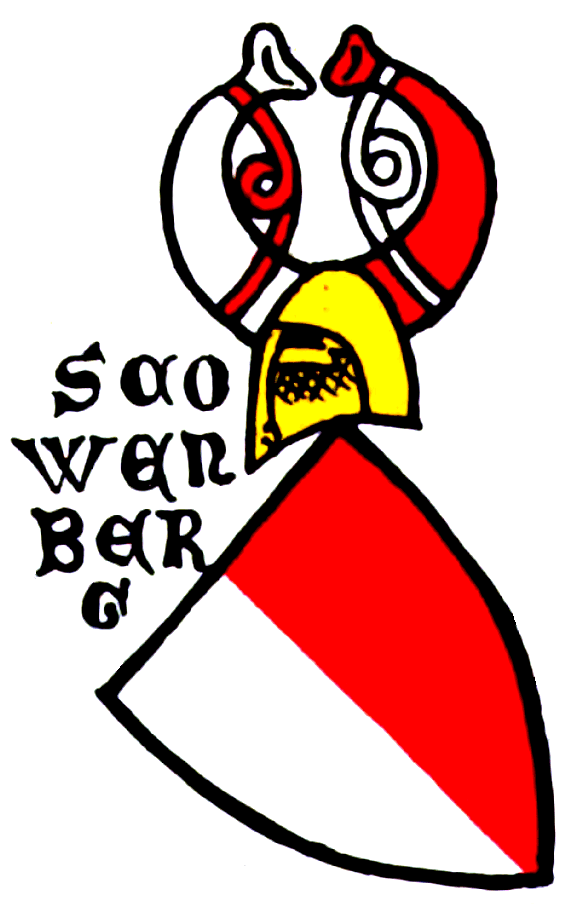
Wappen der Herren von Schauenberg in der Zürcher Wappenrolle (ca. 1340)

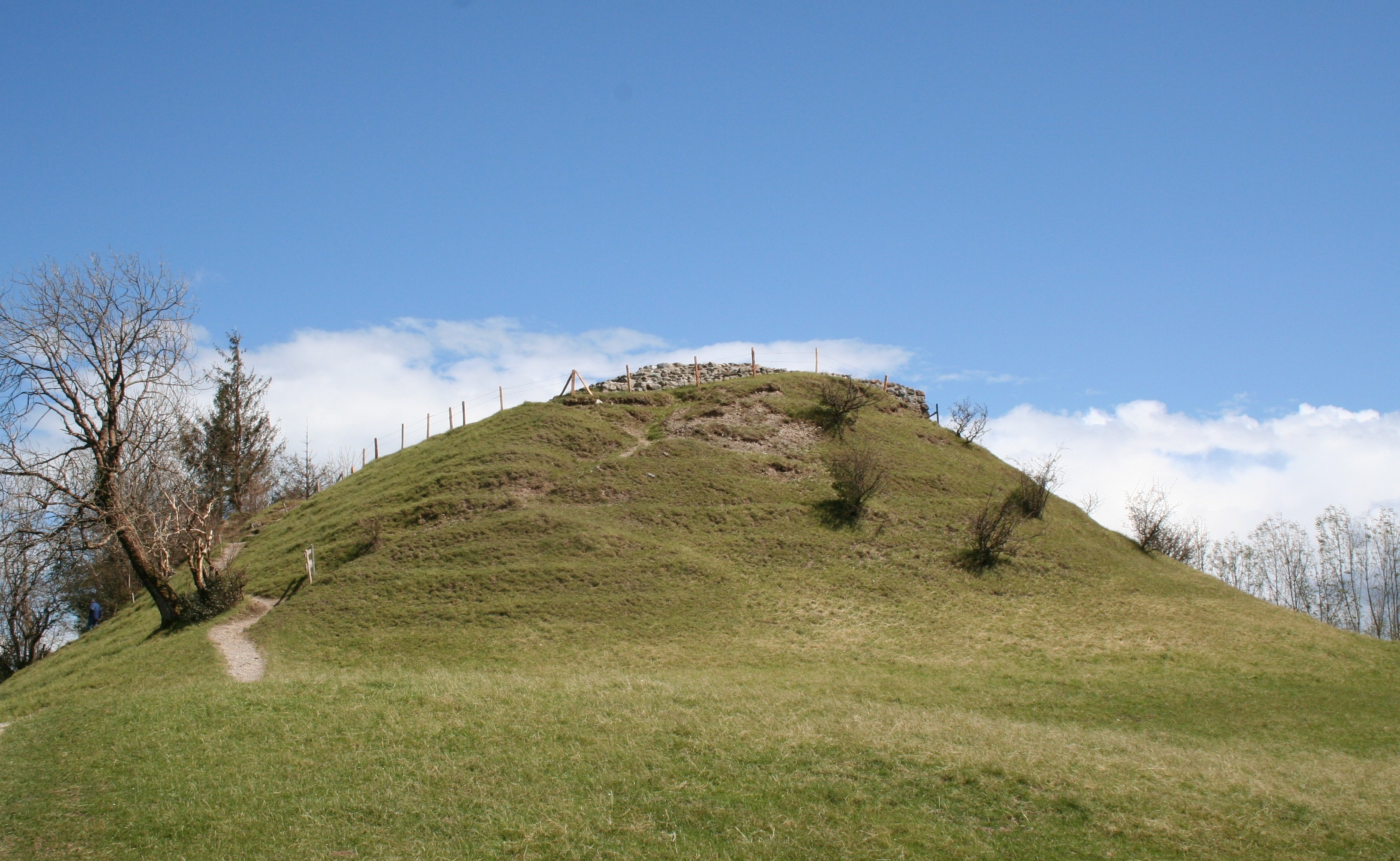
Ansicht von Westen

Um 1250 wurde die Holzburg zu einem wuchtigen, massiv gemauerten Wohnturm umgebaut. Dabei wurde quer durch die Bergkuppe ein Halsgraben in den Fels eingetieft. Der Graben wurde auf der Westseite von einer Mauer überragt, die möglicherweise ein Zwingersystem bildete. Ins Jahr 1260 fällt die erste urkundliche Erwähnung der Burg, unter dem Namen castro Schowenberc. Der Name Rudolf von Schauenberg tritt jedoch bereits im Jahre 1242 in schriftlichen Quellen auf. Das Kloster St. Gallen übergab 1302 die Lehnsherrschaft über die Burg Schauenberg dem Dienstmann Walter von Kastell. Dreissig Jahre später wird als nachfolgender Burgherr der Beringer von Hohenlandenberg genannt, der aber in verschiedenen Chroniken des Raubes und der Falschmünzerei beschuldigt wurde.
Es bleibt zu klären ob diese Burg identisch ist mit der Burg des Heinrich von Schaunberg, der als Heinrich de Stoife, Stoitfe oder Stouf nach 1158 urkundlich in Erscheinung tritt.

### Das Ende

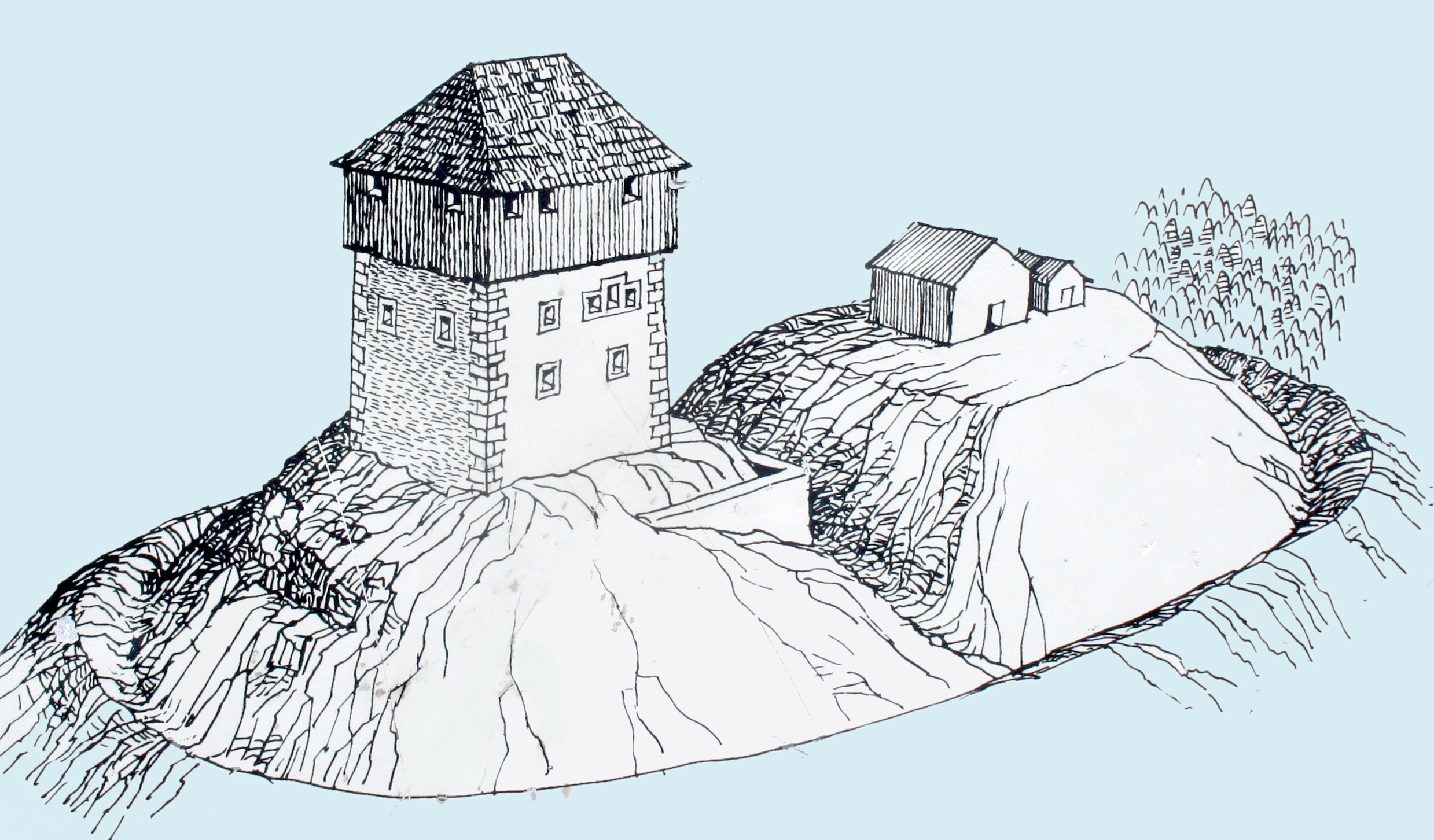
Anlage im Mittelalter

Als Beringer von Hohenlandenberg 1344 ein Vergehen gegen den Landfrieden beging, zerstörten die österreichischen Amtleute zusammen mit Bürgern von Winterthur und Zürich die Burg. Da man nur eine geringe Anzahl von Geschirrkeramik und keine mobilen Gegenstände fand, wird vermutet, dass die Burg bei ihrer Zerstörung bereits verlassen war.

### Hochwacht
Nach 1622 sah sich die Zürcher Obrigkeit aufgrund der Gefahrenlage durch den Dreissigjährigen Krieg und dem Konflikt zwischen den katholischen und den protestantischen Orten gezwungen, ein Hochwachtsystem aufzubauen. Die vom Schauenberg gesendeten Signale konnten von den Hochwachten Schnabel (Albiskette bei Langnau am Albis), Pfannenstiel, Tämbrig (oberhalb Hermatswil), Üetliberg, Lägern, Zürichberg, Mörsburg, Kyburg, Stammerberg und sogar Hohenklingen gesehen werden.

## Besitzverhältnis
Der obere Teil des Schauenbergs mit der Ruine Schauenberg und dem Triangulationspunkt auf 894 Metern über Meer gehört dem Kanton Zürich, der die ganze Alp verpachtet hat.

## Tourismus
Der Schauenberg ist ein beliebtes Ausflugsziel vor den Toren von Winterthur. Über ihn führen verschiedene Wanderwege, so die Wanderwege Nr. 69 Züri Oberland-Höhenweg (Etappe 1: Winterthur – Girenbad) und Nr. 872 Tüfelschilen-Schauenberg Weg von Wanderland Schweiz. Der Schauenberg bietet eine schöne Weitsicht in den Alpstein, die Voralpen, Alpen und den Schwarzwald.